# الدقيق (إب)

تعديل مصدري - تعديل

الدقيق محلة تابعة لقرية حصاية، التابعة لعزلة بني مدسم بمديرية إب إحدى مديريات محافظة إب في الجمهورية اليمنية.، بلغ تعداد سكانها 47 حسب تعداد اليمن لعام 2004.